# Wallfahrtskirche St. Sebald (Egling)

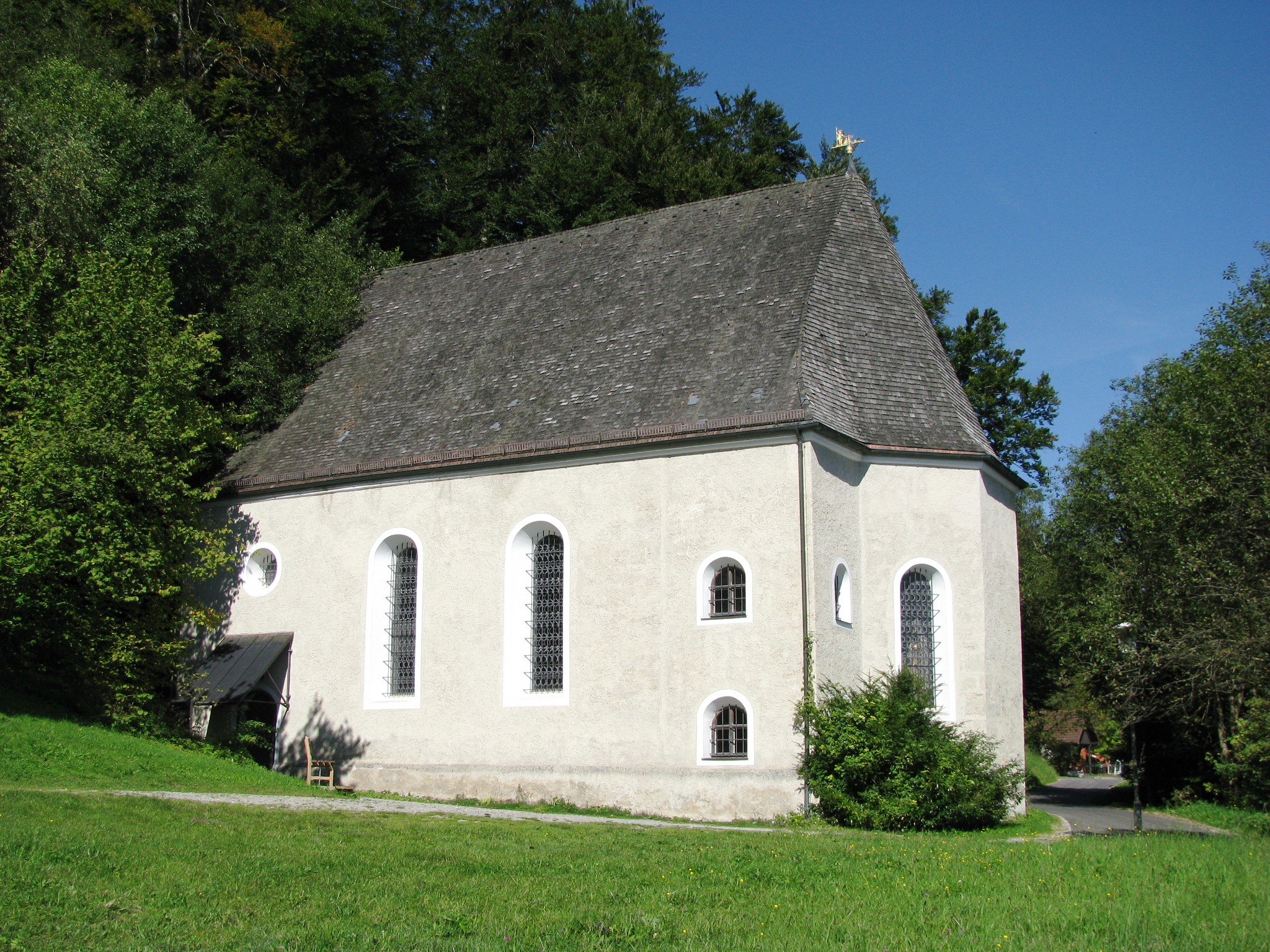
Kirche St. Sebald

Die katholische Wallfahrtskirche St. Sebald ist neben der Pfarrkirche St. Martin das zweite Kirchengebäude in Egling im oberbayerischen Landkreis Bad Tölz-Wolfratshausen. Mit ihr ist eine ehemalige Wallfahrt mit Verehrung des heiligen Sebald verbunden, dem Patron der Kirche. Sie liegt am westlichen Ortsrand von Egling direkt unterhalb der Sebaldleite.

## Geschichte
Das heutige Gotteshaus ist an der Stelle einer spätgotischen Kapelle errichtet worden, die erstmals in einer Urkunde aus dem Jahr 1461 erwähnt wird. Es gibt Hinweise darauf, dass diese Kapelle zu diesem Zeitpunkt schon Jahrzehnte bestand, möglicherweise wurde ihr Bau durch die Heiligsprechung des Sebaldus von Nürnberg im Jahr 1425 veranlasst.
1512 erfuhr die Kapelle eine Steigerung ihrer Bedeutung, als die Filialgemeinde Egling, die damals zur Pfarrgemeinde Deining gehörte, ein Benefizium für beide Eglinger Filialkirchen St. Martin und St. Sebald stiftete. 1520 wurde die Pfarrei Deining dem Kloster Schäftlarn angegliedert, das dann bis zu seiner Auflösung im Rahmen der Säkularisation St. Sebald betreute. Um 1512 entstand eine 43 cm hohe Holzfigur des hl. Sebald, die später das Gnadenbild der Wallfahrt wurde. Nachdem im 16. Jahrhundert in der Gegend wiederholt der Taufname Sebald feststellbar ist, wird das Aufblühen der Wallfahrtsstätte um 1600 angenommen, als auch in benachbarten Orten wie etwa St. Nantwein in Wolfratshausen von zunehmender Wallfahrtstätigkeit berichtet wird. Die Wallfahrt erhielt sich über drei Jahrhunderte und wurde vor allem von der bäuerlichen Bevölkerung im näheren Umkreis ausgeübt.
Ihre gegenwärtige Erscheinungsform erhielt die Sebalduskapelle, wie sie auch heute noch genannt wird, obwohl es sich seit dem Neubau um eine barocke Kirche handelt, im 17. Jahrhundert. Das Baujahr ist nicht bekannt, doch gibt es Hinweise, dass der Bau in die Amtszeit des Schäftlarner Abtes Anian Mayr fiel, die von 1653 bis 1680 währte, genauer: in den Zeitraum zwischen 1667 und 1674. Auf einen Turm wurde verzichtet, und es wurde auch zu späterer Zeit keiner mehr errichtet. Nach 1675 wurden zwei Sakristeien mit darüber liegenden Emporen angebaut.
Nach der Aufhebung des Prämonstratenserstiftes Schäftlarn stellte der Landrichter von Wolfratshausen 1804 fest, dass in der Kirche nur noch zweimal im Jahr ein Gottesdienst stattfinde, sie „ganz isoliert auf dem Felde“ stehe und keinen Friedhof habe. Darum zählte er sie zu den „überflüssigen Kirchen“. Sie sollte abgebaut werden, das Dach sollte für einen „königlichen Getreidekasten“ verwendet werden. Dazu kam es jedoch nicht, da sich mehrere Persönlichkeiten für den Erhalt einsetzten, auch wegen des Heiligen, der „im ganzen Bayern nirgends als zu Egling allda öfentlich verehret wird“.
1948/49 wurde die Kirche in größerem Umfang renoviert. Dabei wurde auch der Kirchenraum etwas umgestaltet. 1971 erhielt das Gebäude ein Kupferdach.